# Piedratajada
Piedratajada è un comune spagnolo di 151 abitanti situato nella comunità autonoma dell'Aragona.

Il 27 giugno 1998 il territorio comunale venne suddiviso e parte di esso divenne del nuovo comune di Marracos.